# Kees Meeuws
Pour les articles homonymes, voir Meeuws.
Pas d'image ? Cliquez ici

a Compétitions nationales et continentales officielles uniquement.

b Matchs officiels uniquement.
Kees Meeuws, né le 26 juillet 1974 à Auckland, est un joueur néo-zélandais  de rugby à XV qui a joué 45 fois (dont 42 tests matchs) pour les All Blacks de 1998 à 2004. C'est un pilier, de 1,83 m et 121 kg.

## Biographie
Kees Meeuws a fait partie de l'équipe de Nouvelle-Zélande des moins de 17 ans en 1991 et des moins de 19 ans en 1993. Il a eu sa première cape avec les All Blacks en 1998 lors des Tri-nations contre Wallabies.
En 1999, il a perdu en finale du Super 12 avec les Otago Highlanders et a joué les matchs du Tri-nations.
Il dispute à nouveau les matchs du Tri-nations en 2000, mais pas l’année suivante à cause d’une blessure.
En 2002, il fait son retour à la compétition en disputant le Super 12 avec les Blues. Avec les All Blacks il dispute des matchs contre les équipes de Galles, France et Angleterre.
Il a disputé 11 tests matchs en 2003 mais souvent en tant que remplaçant, il rentre en cours de match.
En demi-finale de coupe du Monde de rugby, en 2003, la Nouvelle-Zélande affronte l'Australie. Lors d'une mêlée, son vis-à-vis direct le pilier australien Ben Darwin sent son cou céder et hurle « neck, neck neck ». Aussitôt, Kees Meeuws arrête sa poussée et se met en protection de Darwin, permettant probablement de lui éviter une fracture cervicale aux conséquences dramatiques. Ce réflexe de sauvegarde sera salué par l'ensemble du monde du rugby, à commencer par le principal intéressé, Ben Darwin.
Pour sa dernière saison en 2004, il a disputé comme titulaire les deux tests matchs contre l'Angleterre et les matchs du Tri-nations. Il détient le record d’essais en test match par un pilier : dix, record établi en 2004.
Arrivé en France la même année, il a d'abord joué pour Castres olympique, avant de signer pour SU Agen en 2006 puis est revenu au Castres olympique en 2007.
En novembre 2005, il est invité avec les Barbarians français pour jouer un match contre l'Australie A à Bordeaux. Les Baa-Baas s'inclinent 42 à 12. En juin 2008, il joue de nouveau avec les Barbarians français contre le Canada à Victoria. Les Baa-Baas l'emportent 17 à 7.
En 2008, il signe pour les Llanelli Scarlets qu'il quitte en mai 2009.

## Statistiques en équipe nationale
De 1998 à 2004, Kees Meeuws compte 42 sélections avec les All-Blacks, inscrivant 50 points, soit 10 essais. Avec les Kiwis, il dispute deux Coupe du monde en 1999 et en 2003. Il participe à quatre éditions du Tri-nations en 1999, 2000, 2003 et 2004.

## Palmarès

### En club
- 80 matchs de Super 12/14 avec les Blues

### En équipe nationale
- Vainqueur du Tri-nations en 1999 et 2003
- Troisième de la Coupe du monde 2003
- Quatrième de la Coupe du monde 1999